# Movimento Nacional-Sindicalista

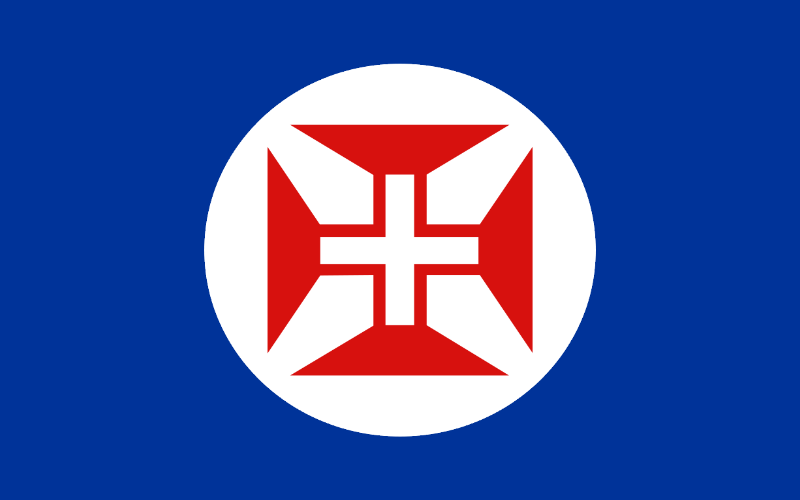
Flagge der Nationalsyndikalisten

Die Movimento Nacional-Sindicalista (Nationalsyndikalistische Bewegung) war eine faschistische Gruppierung in Portugal. In Opposition zum autoritären Salazar-Regime berief sich die MNS auf die Ideologie des Nationalsyndikalismus.

## Geschichte
Die MNS formierte sich unter der Führung von Francisco Rolão Preto im Jahr 1932. Die vor allem von Studenten getragene Bewegung wandte sich gegen die konservative Ausrichtung der Nationalen Union von Ministerpräsident António de Oliveira Salazar und forderte eine Nationale Revolution. Dabei beriefen sie sich auf die antikapitalistische und antizentralistische Idee des Nationalsyndikalismus. In der Praxis orientierte sich die MNS jedoch vor allem an den italienischen Faschisten und unterhielt mit den „Blauhemden“ eine eigene Parteimiliz.
1933 wuchs die MNS auf 25.000 Mitglieder an, womit sie sogar die Nationale Union zeitweise übertraf. Hochburgen der Bewegung waren Lissabon und Braga. Als Ministerpräsident Salazar 1933 den Estado Novo ausrief, verstärkte er die Repression gegenüber den Nationalsyndikalisten, und machte ihnen zugleich Hoffnungen, sie an der Macht zu beteiligen, sollten sie von ihren revolutionären Positionen Abstand nehmen. Mit dieser Taktik spaltete Salazar die MNS und verkündete im Juli 1934 schließlich deren Auflösung. Francisco Rolão Preto initiierte aus dem Untergrund heraus eine Revolte gegen den Estado Novo, welche jedoch aufgrund fehlender Unterstützung durch das Militär im September 1935 scheiterte.